# Indagine ad alta velocità
Indagine ad alta velocità (Knight Rider 2000) è un film per la televisione del 1991. Si tratta in realtà di un episodio pilota di una serie televisiva mai prodotta che doveva rappresentare la continuazione della serie Supercar. Il film è andato in onda la prima volta su NBC il 19 maggio 1991. In Italia è andato in onda su Italia 1 il 14 luglio 1995 ed è stato replicato anche col titolo Supercar 2000 - Indagine ad alta velocità.

## Trama
Anno 2000. KITT è stato smantellato da anni a causa di una grave crisi che aveva colpito la Fondazione Knight. Michael Knight stesso se n'è andato in pensione trascorrendo le giornate andando a pesca e vivendo in un cottage vicino al lago.
Durante un ricevimento a cui prendono parte le autorità pubbliche, il sindaco Cottam viene assassinato favorendo l'ascesa del suo vice Harold Abbey. Mentre l'assassino cerca di dileguarsi, l'agente di polizia Shawn McCormick, da poco operativa e piuttosto inesperta, riesce a colpirlo grazie ad uno "storditore" elettrico (unica arma a disposizione per le autorità di polizia) recuperando l'arma utilizzata per l'omicidio del sindaco. Shawn resta molto perplessa quando scopre che si tratta di una 9mm, poiché le armi da fuoco non sono più legali. La poliziotta non riferisce nulla ai suoi colleghi fino a quando decide di consegnare l'arma ritrovata al suo compagno di pattuglia Kurt Miller, il quale la farà analizzare per capirne la provenienza. Ben presto, però, si scoprirà che Miller e altri agenti di polizia fanno parte di un'organizzazione criminale capeggiata da un ex agente della CIA: Thomas J. Watts. Quest'ultimo era in stato di ibernazione presso la prigione statale e rilasciato qualche giorno prima dell'uccisione del sindaco Cottam. Per evitare che Shawn riferisca a qualcuno di un possibile commercio illegale di armi da fuoco, Watts e Miller le tendono un'imboscata inscenando un inseguimento ad un criminale dopo una rapina. La giovane poliziotta rimane ferita con un proiettile sparato all'altezza del cervello. Appena trasferita in ospedale, il capo della polizia Ruth Daniels ordina che venga fatta una lettura dell'RNA a Shawn per scoprire i colpevoli, ma i risultati non permettono di identificare nessuna delle persone coinvolte.
Qualche giorno dopo il neo sindaco Abbey ed il capo della polizia Daniels vengono invitati dalla Fondazione Knight (gestita adesso da Russell Maddock in collaborazione con Devon Miles) per assistere alla presentazione del progetto Diana 4000, un'auto dotata di intelligenza artificiale e capace di riprodurre la realtà virtuale mentre si è al volante. Lo scopo della Fondazione Knight è di strappare un contratto di appalto pubblico in modo da cooperare con la polizia. Il sindaco decide di concedere solo 30 giorni per mettere a punto il veicolo successore del Knight 2000 e dimostrare che può essere di pubblica utilità. Devon è preoccupato per il poco tempo concesso per perfezionare il prototipo, e soprattutto perché il progetto base prevede anche un pilota che al momento non è disponibile. Pertanto Miles decide di andare a trovare al suo cottage Micheal Knight con la speranza  di convincerlo a sedersi dietro il volante della Diana 4000. Michael ribadisce che ormai la sua vita è serena e tranquilla, e che non è intenzionato a tornare a combattere il crimine; ma di fronte alla quasi supplica di Devon non riesce a dire di no. L'unica richiesta avanzata da Knight è che KITT torni in pista insieme a lui. Giunto al quartier generale della Fondazione, Michael apprende dello smantellamento di KITT e pertanto decide di riattivarlo "parcheggiandolo" momentaneamente sulla sua vettura: una Chevrolet Bel Air.
Nel frattempo Shawn è riuscita a salvarsi grazie ad un delicato intervento chirurgico che prevede l'innesto di un microchip nel cervello, e una volta ristabilita cerca di convincere la Daniels a tornare in servizio: ma quest'ultima si oppone affermando che non è più in grado di assolvere i compiti di agente di polizia sul campo. Esclusa dalle autorità pubbliche, l'ex agente si reca presso la Fondazione Knight con lo scopo di farsi assumere. Dopo le iniziali resistenze di Maddock, Shawn riesce ad ottenere un'occasione, facendo coppia con Michael a bordo di KITT. I due cominciano ad indagare sulle armi illegali senza grossi risultati, fino a quando KITT decide di potenziare il chip installato nel cervello di Shawn per estrarre le immagini dei suoi ricordi a breve termine. La ragazza rimane incredula quando scopre che i suoi ex colleghi sono responsabili del suo tentato omicidio.
Nel frattempo Watts viene a sapere dagli agenti corrotti che Shawn e Michael stanno indagando sul traffico di armi e che sono riusciti a mettere le mani su una serie di fascicoli riservati della polizia. Per evitare che venga scoperto decide di rapire Devon subito dopo il primo test su strada della Diana 4000, in modo da poter effettuare una lettura del suo RNA. Le informazioni estratte rassicurano Watts in quanto la Fondazione Knight non ha elementi validi per denunciarli. Devon resterà vittima dell'organizzazione criminale insieme al medico che ha effettuato la lettura dell'RNA.
Michael e Shawn dopo aver scoperto l'identità di Watts vengono inseguiti dagli agenti di polizia corrotti mentre sono a bordo della Chevrolet: non potendoli seminare, KITT decide di immergersi per far credere ai criminali che i due sono morti annegati. Michael resta sconvolto quando viene a sapere della morte di Devon e decide di lasciare nuovamente la Fondazione, la quale non è riuscita ad ottenere il contratto di appalto dal sindaco Abbey nonostante le informazioni fornite da Maddock.
Qualche giorno dopo Shawn fa visita a Michael dicendogli che, nonostante l'acqua entrata nei circuiti di KITT, la CPU è ancora utilizzabile, e chiedendogli di finire le indagini con lei. Michael si rifiuta, ma qualche settimana dopo verrà scoperto da Maddock e da Shawn a montare la CPU di KITT sulla nuova DIANA 4000 insieme al famoso radar ottico. Le indagini riprendono e porteranno ad una inaspettata scoperta: Watts è stato rilasciato da Abbey quando era ancora vice sindaco per poter uccidere Cottam e gestire senza problemi il commercio di armi illegali.
Maddock dopo aver mostrato le prove alla Daniels riesce a convincerla a collaborare per arrestare Watts ed Abbey, mostrandole cosa è in grado di fare la DIANA 4000. L'occasione si presenta durante una spedizione di armi dove Michael e Shawn vengono incaricati di bloccare il furgone e recuperare il carico. Il mezzo di trasporto però è solo un diversivo poiché Watts si trova in un centro commerciale per concludere una grossa vendita di pistole.
Michael e la sua nuova collega riescono a raggiungere il luogo dove si trova Watts, e dopo un corpo a corpo tra quest'ultimo e Knight, Shawn ha la possibilità di sparare all'uomo che aveva tentato di ucciderla. Mentre Michael la induce a non farlo per non finire ibernata in prigione, Watts cerca di ucciderli con un'altra pistola nascosta, ma viene anticipato proprio da Michael che lo colpisce con lo storditore elettrico, facendolo cadere da un piano all'altro. Watts muore nell'impatto, ed il sindaco Abbey viene arrestato e successivamente ibernato secondo quanto previsto dalla legge attuale.
Il commissario Daniels decide di dare una chance alla Fondazione Knight al fine di collaborare insieme per il rispetto della legge, ma Shawn dovrà farlo senza Michael che decide di tornare alla sua vita tranquilla in riva al lago, lasciando il suo caro amico KITT al suo nuovo pilota.

## Differenze con la serie televisiva
- Nel film Knight Rider 2000, KITT non è più la storica Pontiac Firebird Trans Am della serie televisiva, ma una Chevrolet Bel Air del 1957 prima e un prototipo futurista (in realtà una Pontiac Banshee, chiamato Diane 4000, Knight Industries Four Thousand o KIFT) poi.
- Le funzioni avveniristiche di KITT, anche quando è installato sulla Diane 4000, sono limitate: l'unica di rilievo è quella di viaggiare sull'acqua, peraltro già vista nella serie tv (Ritorno a Cadiz, seconda stagione), mentre non vi è nel film alcun Turbo Boost (funzione tipica di KITT che gli consentiva di effettuare salti anche molto alti) e nessun uso della Super-Velocità.
- Maddock, il socio di Devon Miles, non è presente nella serie originale.
- A differenza della serie, non è Giorgio Locuratolo a doppiare Michael Knight. Il suddetto presta invece la voce al dott. Jeffrey Glassman.